# Belgische Federatie voor Oude Voertuigen
De Belgische Federatie voor Oude Voertuigen (BFOV-FBVA) is een overkoepelende organisatie van Belgische clubs van Oldtimers.

## Geschiedenis
Begin jaren tachtig werden de eerste bijeenkomsten van voorzitters van oldtimerclubs georganiseerd in het toenmalige Museum voor Automobielen te Houthalen door conservator Ivan Mahy.
Toen de collectie van dit museum in 1986 overgebracht werd naar Autoworld te Brussel nam Ivan Mahy het initiatief om een permanente infrastructuur rond de Belgische clubs van oldtimers op te bouwen. De stichtingsvergadering vond plaats op 7 september 1988, met 39 oldtimerclubs en de stichtende leden Ivan Mahy, Jacques Bougnet, Gérald Lesne en Arnaud Massant. De federatie telde in 2011 reeds meer dan 300 aangesloten clubs.
Sinds 2021 omgedoopt tot BEHVA (Belgian Historic Vehicle Association).
BFOV-FBVA is lid van de Fédération Internationale Véhicules Anciens (FIVA). 

## Doelstellingen
De Belgische Federatie voor Oude Voertuigen heeft tot doel de belangen van eigenaars van oude voertuigen te verdedigen. De vzw staat open voor merkenclubs, multi-merkenclubs, regionale clubs, militaire voertuigen, bedrijfsvoertuigen, clubs voor oude motoren, en landbouwvoertuigen alsook voor musea en organisatoren van evenementen rond oude voertuigen.